# جايسون هيويت
جايسون هيويت (بالإنجليزية: Jason Hewitt)‏ هو لاعب هوكي الجليد بريطاني، ولد في 28 أغسطس 1983 في مانشستر في المملكة المتحدة.

## وصلات خارجية
- جايسون هيويت على موقع EliteProspects.com (الإنجليزية)
- جايسون هيويت على موقع HockeyDB.com (الإنجليزية)
- جايسون هيويت على موقع اللجنة الأولمبية الأسترالية (الإنجليزية)